# Arthemis
Gli Arthemis sono un gruppo musicale italiano power metal, fondato nell'ottobre 1994 a Bovolone, provincia di Verona.

## Storia

### 1994-1997: Le origini degli Arthemis
Gli Arthemis furono fondati verso la metà degli anni '90 con il nome di Laguna, e si contraddistinsero inizialmente per l'impatto live in varie esibizioni, proponendo cover metal e pezzi propri. in questo periodo però la band era ancora instabile nella formazione ed il nome cambiò più volte in Anarchy Project, prima e Nemhesis poi, per arrivare nel giugno del 1996 a registrare un demo di cinque brani mai pubblicato, iniziando anche un'intensa attività dal vivo.

### 1994-1997: La prima formazione stabile eChurch of the Holy Ghost
Nel 1998 il gruppo trova la stabilità in una formazione composta da Andrea Martongelli (chitarra), Matteo Galbier (basso), Alessio Turrini (batteria) e Matteo Ballottari (chitarra solista). Alla voce si alternano Andrea Martongelli e Alberto Caria. Nel 1999 viene pubblicato il loro primo album autoprodotto, Church of the Holy Ghost con Alberto Caria alla voce. L'album (pubblicato dalla Underground Symphony) riscuote interesse anche in Germania, Giappone e Norvegia. Nel frattempo entra a far parte della band il cantante Alessio Garavello.

### 1998-2005: DaThe Damned ShipaBack from the Heat
Nel 2001 gli Arthemis pubblicano il loro secondo album The Damned Ship, che ottiene un ottimo riscontro tra i fan giapponesi. In questo periodo Alessio Turrini lascia il ruolo di batterista a Paolo Perazzani, drummer originario della band. Nel 2003 viene pubblicato il loro terzo album Golden Dawn e nel 2005 è la volta di Back from the Heat.
Gli Arthemis intraprendono un'intensa attività dal vivo, che li porta a suonare in tutta Europa, dividendo i palchi con artisti quali Slayer, Hammerfall, Yngwie Malmsteen, Ian Paice, Within Temptation, Glenn Hughes, George Lynch. Dopo l'uscita di Matteo Ballottari dalla band nel 2007, il posto di seconda chitarra viene preso dal cantante Alessio Garavello, già cantante e chitarrista della band Power Quest.

### 2006 - 2010:Black SocietyedHeroes
Nel 2008 la band pubblica l'album Black Society, il cui sound è influenzato da vari generi, quali thrash metal, hard rock e progressive.

### 2012 - 2014:We FightedLive From Hell
Nel 2012 gli Arthemis passarono all'etichetta spagnola Off Yer Rocka Recordings su cui pubblicarono il loro We Fight, ancora oggi considerato uno dei loro album migliori ed inserito da Metal Hammer tra i migliori 10 album metal italiani dal 2010 al 2017.

## Formazione

### Formazione attuale
- Fabio Dessi – voce (2009 - presente)
- Andrea Martongelli - chitarra solista
- Giorgio Terenziani - basso (2013 - presente)
- Francesco Tresca – batteria (2012 - presente)

### Ex componenti
- Alberto Caria - voce
- Alessio Turrini - batteria
- Matteo Ballottari - chitarra
- Alessio Garavello - voce
- Matteo Galbier - basso
- Paolo Perazzani - batteria
- Corrado Rontani - batteria
- Paolo Caridi – batteria (2011 - 2012)
- Damiano Perazzini - basso (2009 - 2013)

## Discografia
- 1999 - Church of The Holy Ghost
- 2001 - The Damned Ship
- 2003 - Golden Dawn
- 2005 - Back from the Heat
- 2008 - Black Society
- 2010 - Heroes
- 2012 - We Fight
- 2014 - Live From Hell
- 2017 - Blood Fury Domination